# Kuddkrig (sång)
Kuddkrig är en sång från 2006 skriven av Adam Chiapponi, Stefan Wesström och Kristofer Stange. Låten framfördes av gruppen Pandang första gången i den första deltävlingen av Melodifestivalen 2006 i Leksand. Där blev låten utslagen och tog sig alltså inte vidare i tävlingen.